# 163 км (зупинний пункт)
163 кіломе́тр — пасажирський залізничний зупинний пункт Запорізької дирекції Придніпровської залізниці.
Розташований у смт Веселе Веселівський район Запорізької області на лінії Федорівка — Нововесела між станціями Нововесела (3 км) та Українська (7 км).
Станом на березень 2020 р. щодня дві пари дизель-потягів слідують за напрямком Нововесела — Федорівка/Мелітополь.